# Bingsjöstämman
Bingsjöstämman är svensk spelmansstämma, och en del av den så kallade stämmoveckan. Den hålls den första onsdagen i juli varje år med konserter, dans och buskspel på stämmoområdet i Bingsjö i Rättviks kommun, Dalarna.
Bingsjöstämman arrangeras av Föreningen Bingsjöstämman som består av tre parter: Folkmusikens Hus, Dalarnas Spelmansförbund och Bingsjö by. Stämman har under åren 2008–2010 också varit miljöcertifierad som ett miljödiplomerat arrangemang av Håll Sverige Rent.
Somrarna 2020 och 2021 ställdes stämman för första gången in. Detta på grund av osäkerheten kring pandemin Covid-19 som pågick när beslutet skulle var tvunget att fattas.